# Orłowo (powiat nidzicki)
Orłowo (dawniej niem. Orlau) – wieś w Polsce położona w województwie warmińsko-mazurskim, w powiecie nidzickim, w gminie Nidzica.
W latach 1975–1998 miejscowość należała administracyjnie do województwa olsztyńskiego.